# Sant Pol de Mar
Sant Pol de Mar (em catalão e oficialmente) ou San Pol de Mar (em castelhano) é um município da Espanha na comarca de Maresme, província de Barcelona, comunidade autónoma da Catalunha. Tem 7,49 km² de área e em 2021 tinha 5 538 habitantes (densidade: 739,4 hab./km²).

## Demografia
| Variação demográfica do município entre 1991 e 2004[carece de fontes?] | Variação demográfica do município entre 1991 e 2004[carece de fontes?] | Variação demográfica do município entre 1991 e 2004[carece de fontes?] | Variação demográfica do município entre 1991 e 2004[carece de fontes?] |
| ---------------------------------------------------------------------- | ---------------------------------------------------------------------- | ---------------------------------------------------------------------- | ---------------------------------------------------------------------- |
| 1991                                                                   | 1996                                                                   | 2001                                                                   | 2004                                                                   |
| 2406                                                                   | 2819                                                                   | 3927                                                                   | 4464                                                                   |